# Vetenskapsåret 1929

## Händelser

### Astronomi
- Okänt datum -  Astronomen Clyde Tombaugh från USA upptäcker flera asteroider: 2839 Annette, 3583 Burdett, 3824 Brendalee, 1929 VS och 1929 VD1.
- Okänt datum -  Astronomen Edwin Hubble från USA meddelar att han märkt att galaxerna rör sig från varandra, vilket kallas Hubbles lag och är en grund för att förstå att universum expanderar.

### Geologi
- 18 november -  Stor jordbävning följd av tsunami vid Newfoundlandsbankarna i Atlanten vid sydkusten av ön Newfoundland.
- 29 november - Amiral Richard Byrd från USA blir första människa att flyga över Sydpolen.

## Pristagare
- Bigsbymedaljen: Percy George Hamnall Boswell [1]
- Copleymedaljen: Max Planck
- De Morgan-medaljen: Godfrey Harold Hardy
- Ingenjörsvetenskapsakademien utdelar Stora guldmedaljen till Jonas Hesselman
- Nobelpriset: [2]
  - Fysik: Louis de Broglie
  - Kemi: Arthur Harden, Hans von Euler-Chelpin
  - Fysiologi/medicin: Christiaan Eijkman, Frederick Hopkins
- Wollastonmedaljen: Friedrich Becke [3]

## Födda
- 23 januari – John C. Polanyi, kanadensisk kemist, nobelpristagare.
- 31 januari – Rudolf Mössbauer, tysk fysiker, nobelpristagare.
- 5 april – Ivar Giæver, norsk-amerikansk fysiker, nobelpristagare.
- 6 maj – Paul C. Lauterbur, amerikansk kemist, nobelpristagare.
- 3 juni – Werner Arber, schweizisk mikrobiolog, nobelpristagare.
- 1 juli – Gerald M. Edelman, amerikansk biolog, nobelpristagare.
- 15 september – Murray Gell-Mann, amerikansk fysiker, nobelpristagare.
- 2 november – Richard E. Taylor, kanadensisk fysiker, nobelpristagare.
- 7 november – Eric R. Kandel, amerikansk fysiker, nobelpristagare.

## Avlidna
- 23 september – Richard Zsigmondy, 64, österrikisk kemist, nobelpristagare.

### Fotnoter
1. ↑  ”Geological Society”. Arkiverad från originalet den 5 juni 2011. https://web.archive.org/web/20110605101836/http://www.geolsoc.org.uk/gsl/society/history/page753.html. Läst 13 april 2011.
2. ↑  ”Nobelpriset”. http://nobelprize.org/nobel_prizes/lists/all/index.html. Läst 10 april 2011.
3. ↑  ”Geological Society”. Arkiverad från originalet den 5 juni 2011. https://web.archive.org/web/20110605102217/http://www.geolsoc.org.uk/gsl/society/history/page750.html. Läst 14 april 2011.